# Immersion (Film)
Immersion im Film bezeichnet Art und Ausmaß des Eintauchens des Zuschauers in die filmisch dargestellte Szenerie. Als wichtigstes Anzeichen für das Vorhandensein einer Immersion gilt das Empfinden einer haptischen Beteiligung des Zuschauers an den Filmhandlungen. Immersion bedeutet das kinetische, somatische Eintauchen in die filmisch abgebildete Welt durch Auflösung der räumlichen Grenzen, die das Theater und die Oper noch bestimmten.
Immersion ist im Rahmen der Nutzung in der deutschen Film- und Medienwissenschaft ein Lehnwort aus dem Englischen, wo immersion im Alltagsgebrauch seit dem 15. Jahrhundert „deep mental involvement in something“, unabhängig von einem Medium bedeutet, das jedoch in den hiesigen wissenschaftlichen Debatten im Wesentlichen durch die Diskussionen der Virtual Reality und Medienkunst Konturen gewonnen hat.
Somit findet Oliver Graus Perspektive auf Immersion in der Medienkunst häufig Anwendung in den Diskussionen der Immersion in der Film- und Medienwissenschaft, obwohl Grau Immersion nur im Rahmen einer 360° Umgebung vorsieht, was im Fall des Kinos nur selten gegeben ist und deshalb nicht wegweisend sein kann. Grau geht davon aus, dass das Kino allein zum Anfang der Filmgeschichte um 1895 immersiv gewirkt hat. Er reproduziert als Beleg hierfür die Geschichte über das Publikum bei den ersten Vorführungen der Gebrüder Lumière 1895 in Paris, das vermeintlich vom Zug „gerannt“ ist, um einen Beleg dafür zu liefern, dass nur neue Medien am Anfang ihrer Wirkungsgeschichte immersive Effekte haben können. Diese Erzählung über die Panik der Zuschauer bei den Lumières wurde bereits jedoch in den 1990er Jahren von Filmhistorikern wie Martin Loiperdinger oder auch Tom Gunning widerlegt. Lediglich plädieren beide Filmhistoriker dafür, diese Geschichte als „foundational myth“ des Kinos zu betrachten, die unmittelbare körperliche Schockwirkungen im Kino verspricht.
Schon 1937 bemerkte der Kunsthistoriker Erwin Panofsky die Besonderheit des filmischen Raums, der auch jenseits der Handlung von filmischen Figuren an sich immersiv wirkt und somit eine medial spezifische Form der Raumwahrnehmung ermöglicht; filmische Immersion wird somit nicht nur im Rahmen von Realismus erlebt, sondern wird durch die fundamentale Kinetik des Bewegtbildes verursacht:

„Im Kino [...] hat der Zuschauer einen festen Sitzplatz, aber nur physisch... Ästhetisch gesehen ist er in permanenter Bewegung, so wie sein Auge sich mit den Linsen der Kamera identifiziert, die permanent in Hinsicht auf Abstand und Richtung die Stellung ändert. Und der dem Zuschauer präsentierte Raum ist so beweglich wie der Zuschauer selbst. Nicht nur bewegen feste Körper sich im Raum, sondern der Raum selbst bewegt, ändert, dreht, löst und rekristallisiert sich...“

Wenn bezogen auf die Involvierung mit den menschlichen Figuren im Film – etwa bei Spielfilmen –, kann auf einen Text von Béla Balázs aus dem Jahr 1938 verwiesen werden. Balázs beschreibt hier den Eingang in eine andere Welt, die insbesondere durch das Mitfühlen mit den Handlungen der Figuren im Film verstärkt wird. In diesem Fall ist die Aktivität einer "handelnden Person" wesentlich für die Erfahrung:

„Der Film hat dieses Prinzip der alten räumlichen Künste - die Distanz und die abgesonderte Geschlossenheit des Kunstwerkes - zerstört. Die bewegliche Kamera nimmt mein Auge, und damit mein Bewußtsein, mit: mitten in das Bild, mitten in den Spielraum der Handlung hinein. Ich sehe nichts von außen. Ich sehe alles so, wie die handelnden Personen es sehen müssen. Ich bin umzingelt von den Gestalten des Films und dadurch verwickelt in seine Handlung. Ich gehe mit, ich fahre mit, ich stürze mit - obwohl ich körperlich auf demselben Platz sitzen bleibe.“

Weder Balázs noch Panofsky jedoch verwenden das Wort "Immersion" bei ihren Beiträgen, obwohl sie in der heutigen Forschung in diesem Zusammenhang zitiert werden.
Es herrscht in der Forschung weder Einigkeit, dass filmische Immersion und visuelle Illusion als Synonyme verwendet werden können oder auch, dass die Immersion im Film allein durch die visuelle Ebene der Erfahrung entsteht. Neuere Forschung zu Immersion betont die Wirkung des Tons im Film und in den anderen Medien für immersive Wirkungen. Die Arbeit von Frances Dyson, insbesondere Sounding New Media Immersion and Embodiment in the Arts and Culture oder auch Katharina Rosts Sounds that matter - Dynamiken des Hörens in Theater und Performance, die beide auf die immersive Wirkung von Film und andere audiovisuellen Medien eingehen, tragen zu dieser Perspektive bei.